# Sławomir Kałuziński
Sławomir Kałuziński, (ur. 7 listopada 1960 w Sulejowie) – generał dywizji pilot Wojska Polskiego w stanie spoczynku. Generał Kałuziński spędził w powietrzu ponad 1500 godzin, wykonując loty samolotami MiG-23, MiG-21, TS-11 Iskra oraz M-28 Bryza. 10 października, podczas ostatniego dnia Zlotu-19 w 31. Bazie Lotnictwa Taktycznego odbył pożegnalny lot, zakończył zawodową służbę wojskową i przeszedł w stan spoczynku.

## Wykształcenie
- 1975-1979 – Liceum Lotnicze w Dęblinie;
- 1979-1983 – Wyższa Oficerska Szkoła Lotnicza w Dęblinie;
- 1988-1991 – Akademia Obrony Narodowej w Warszawie;
- 1999-2000 – Canadian Forces College w Toronto w Kanadzie;
- 2005 – Królewska Akademia Studiów Obronnych w Londynie.

## Przebiegsłużby wojskowej
- 1983-1988 – dowódca klucza 28 Pułku Lotnictwa Myśliwskiego w Słupsku;
- 1991 – zastępca dowódcy eskadry 28 Pułku Lotnictwa Myśliwskiego w Słupsku;
- ? – dowódca eskadry 9 Pułku Lotnictwa Myśliwskiego w Zegrzu Pomorskim;
- ? – zastępca dowódcy 9 Pułku Lotnictwa Myśliwskiego w Zegrzu Pomorskim;
- ? – dowódca 9 Pułku Lotnictwa Myśliwskiego w Zegrzu Pomorskim;
- 2001-2003 – dowódca 21 bazy lotniczej w Powidzu;
- 2003-? – szef Zarządu Operacji powietrznych w Dowództwie Sił Powietrznych;
- 2005-? – szef Zarządu Rozpoznania i Walki Radioelektronicznej w Dowództwie Sił Powietrznych;
- maj 2007-sierpień 2007 – dowódca 3 Brygady Lotnictwa Transportowego w Powidzu;
- 2007-2009 – zastępca szefa Sztabu ds. Wsparcia w Dowództwie Komponentu Sił Powietrznych NATO w Ramstein w Niemczech;
- 2009 – zastępca dowódcy Centrum Operacji Powietrznych w Warszawie;
- od 28 czerwca 2010 – szef Sztabu – zastępca dowódcy Sił Powietrznych[2];
- od 28 listopada 2011 r.- Zastępca Dowódcy Sił Powietrznych - Szefa Szkolenia DSP;
- od 1 stycznia 2014 r. - Szef Sztabu - Zastępca Dowódcy Operacyjnego Rodzajów Sił Zbrojnych .

## Awanse
- podporucznik – 1983
- porucznik –
- kapitan –
- major –
- podpułkownik –
- pułkownik –
- generał brygady – 3 maja 2007[3]
- generał dywizji – 10 listopada 2010[4]

## Ordery i odznaczenia
- Lotniczy Krzyż Zasługi (2012)[5]